# Binnenstad (Maastricht)
Pour les articles homonymes, voir Binnenstad.
Binnenstad (en maastrichtois : Binnestad, signifiant « centre-ville ») est, depuis 2007, le nom officiel du quartier central de la ville de Maastricht. Il portait jusqu'alors le nom de City.

## Géographie
Le centre-ville, Binnenstad en néerlandais, est bordé par les quartiers de Boschstraatkwartier et de Statenkwartier au nord, le Kommelkwartier à l'ouest, le Jekerkwartier au sud et la Meuse à l'est. Le pont Wilhelmina et le pont Saint-Servais relient le centre-ville au Wyck, situé sur la rive est de la Meuse.

## Patrimoine
La ville de Maastricht a de nombreux monuments. Parmi eux on peut citer le Vrijthof et la basilique Saint-Servais, le Markt avec la mairie, la place Notre-Dame avec la Basilique Notre-Dame, la Grote Straat et la Kleine Straat avec le Dinghuis et la Meuse avec le pont Saint-Servais.
Le musée au Vrijthof, les salles d'époque de l'hôtel de ville, le trésor de la basilique Saint-Servais et la basilique Notre-Dame et le musée historique De Drukkerij.
Le paysage urbain de la ville entière est protégé. D'innombrables bâtiments sont des monuments nationaux. Il y a deux  églises romanes, 2 églises gothiques et 3 églises baroques.
Dans le centre de Maastricht, il y a aussi des exemples d'architecture moderne. Entre le marché et la Meuse se trouve le centre commercial (et complexe de bureaux) Mosae Forum de Jo Coenen (2002-2007), le De Bijenkorf de Kees Rijnboutt, et, à proximité du Vrijthof, les magasins Entre Deux de Arno Meijs et des Staarcomplex de Charles Vandenhove.

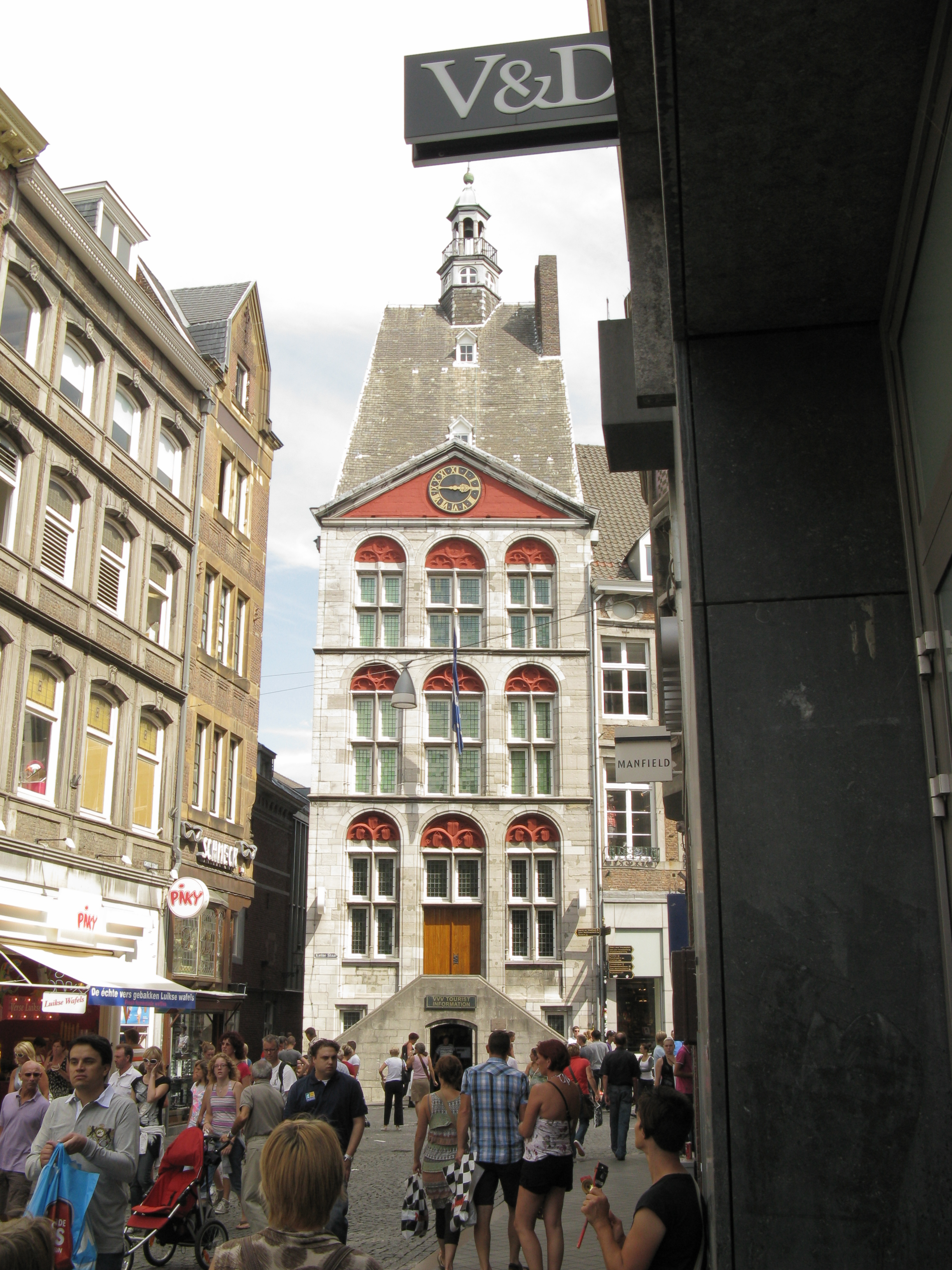
Le Dinghuis sur Grote Staat.
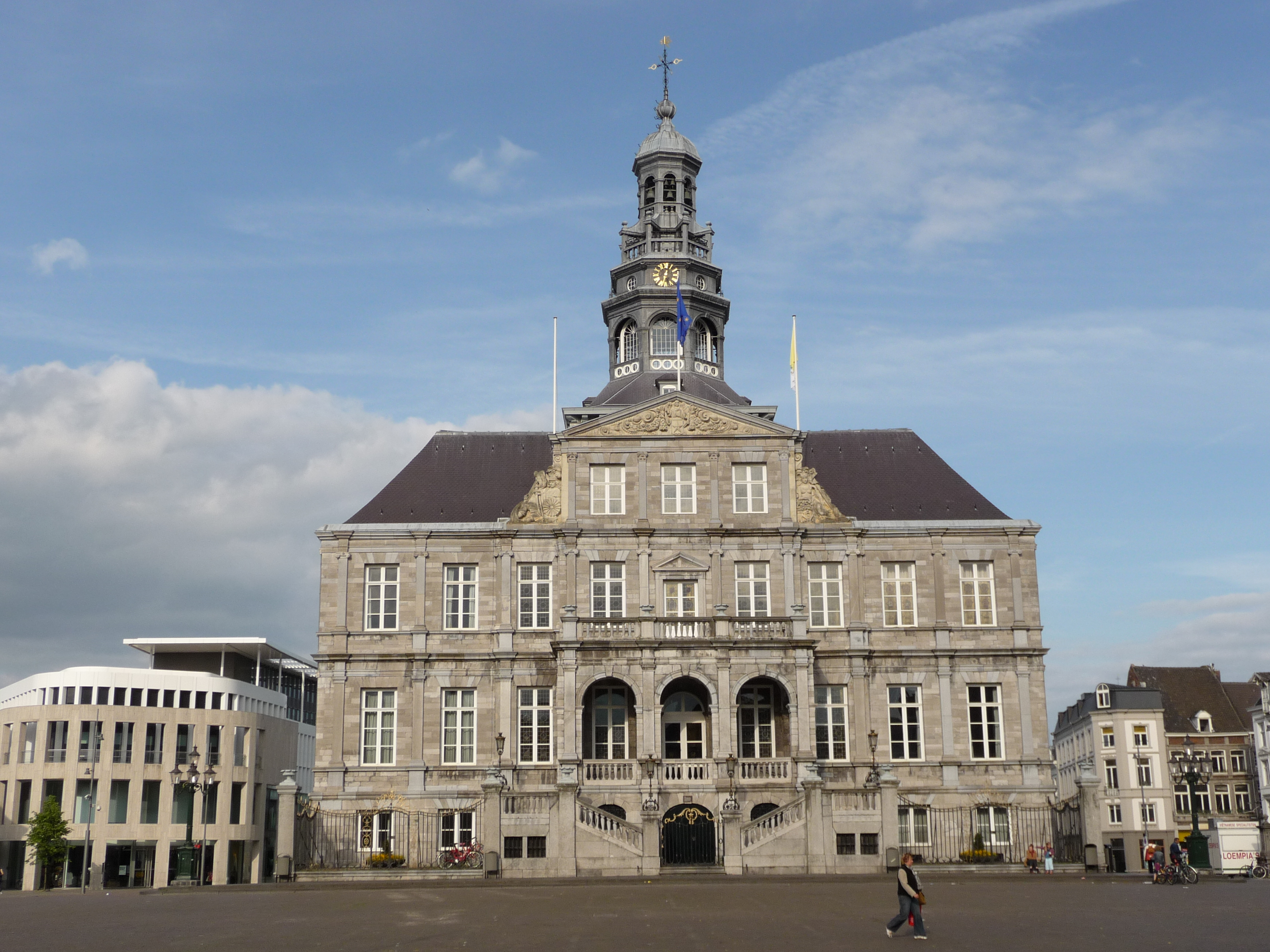
La mairie.
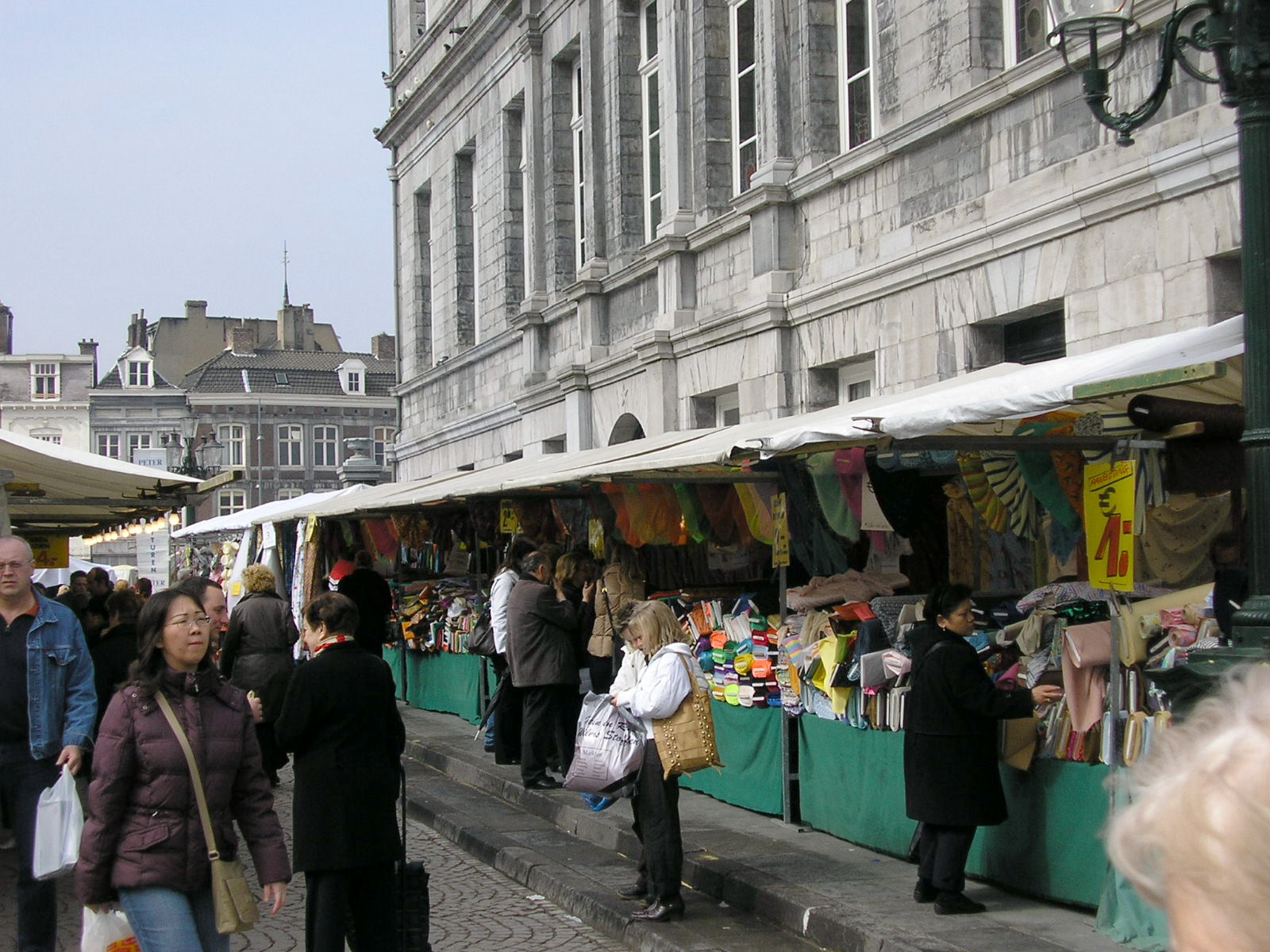
Marché du vendredi.
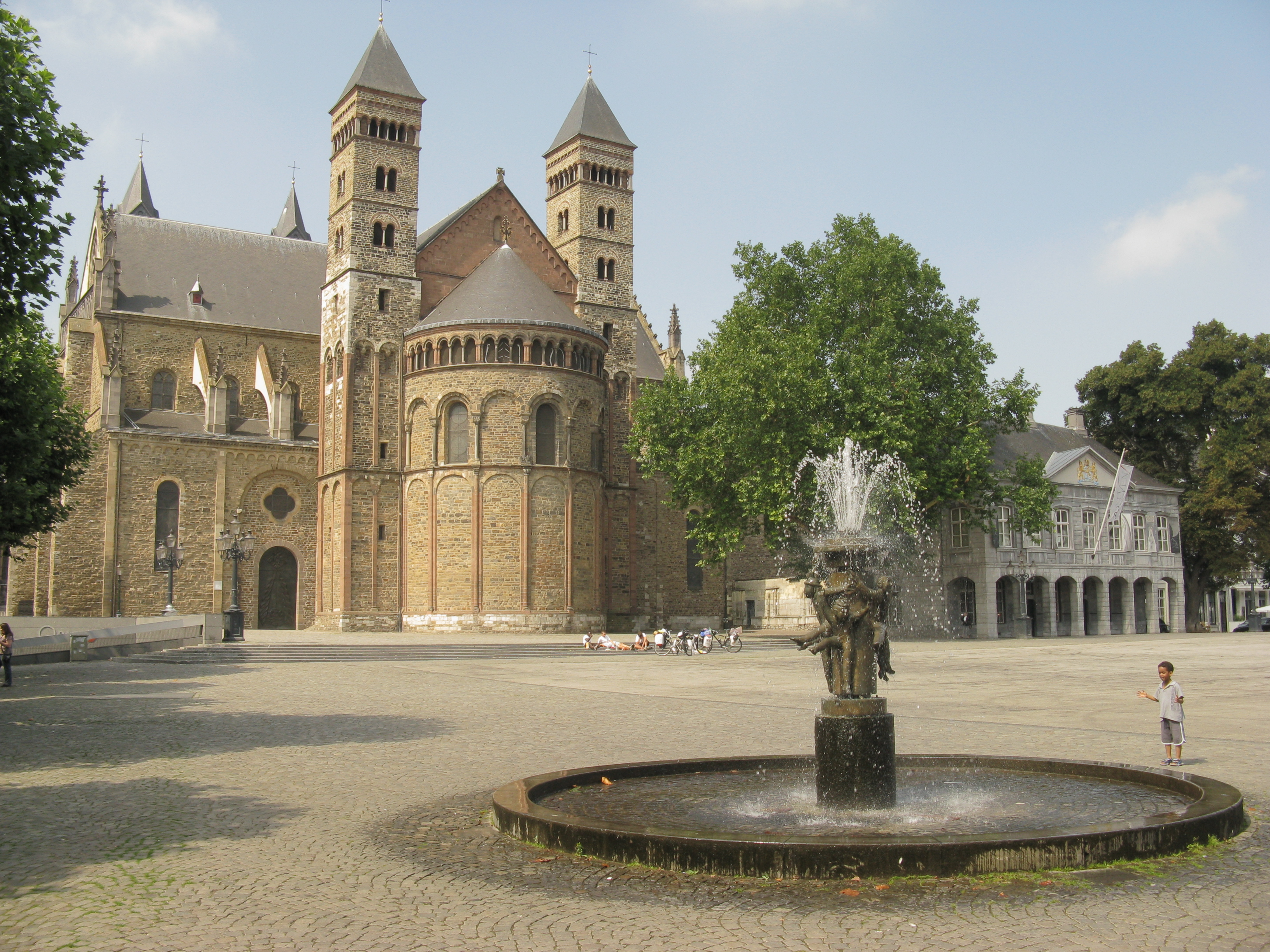
La basilique Saint-Servais.

## Caractéristiques
Dans la partie nord du district se trouve le Markt, la mairie et ses bureaux. Dans la partie sud, sur la place Notre-Dame sont notamment installés l'Institut européen d'administration publique et le Centre européen d'orientation. Près du Vrijthof se trouve la faculté de droit de l'Université de Maastricht qui est établie dans l'ancien bâtiment de l'administration provinciale.
Dans le centre de Maastricht se trouvent de nombreux restaurants, sur la place Notre-Dame, Sint-Amorsplein-Platielstraat et le Vrijthof.
Les bus Veolia s'arrêtent sur le marché, le Vrijthof et le Maasboulevard (au Mosae Forum). Ils relient le centre-ville au Wyck, à la gare de Maastricht et aux banlieues. Un certain nombre de lignes de bus régionales belges partent aussi du centre-ville de Maastricht.

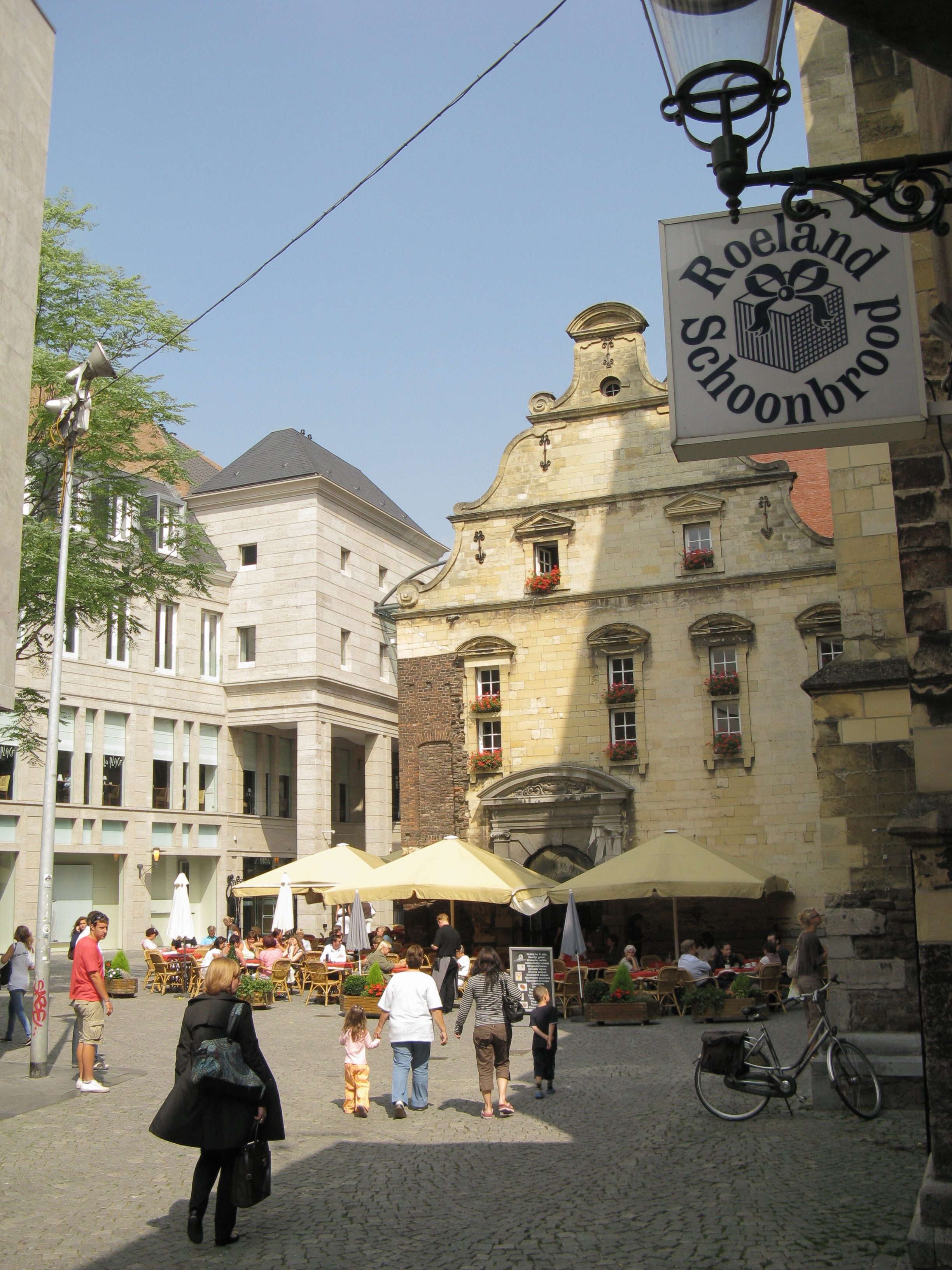
La place de l’église dominicaine.
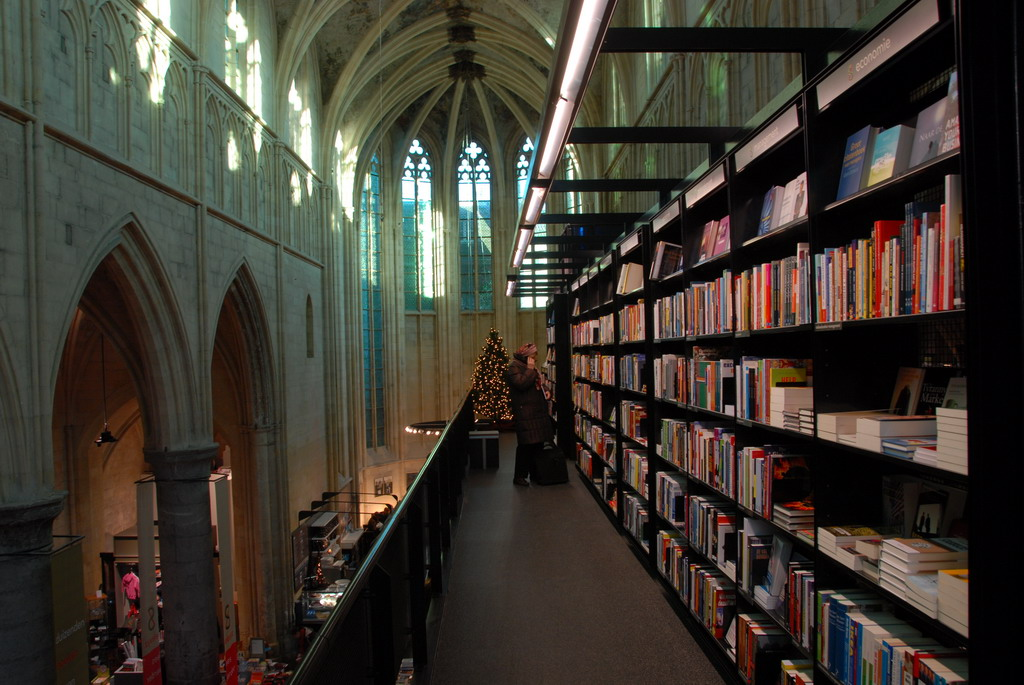
La librairie Selexyz Dominicanen.
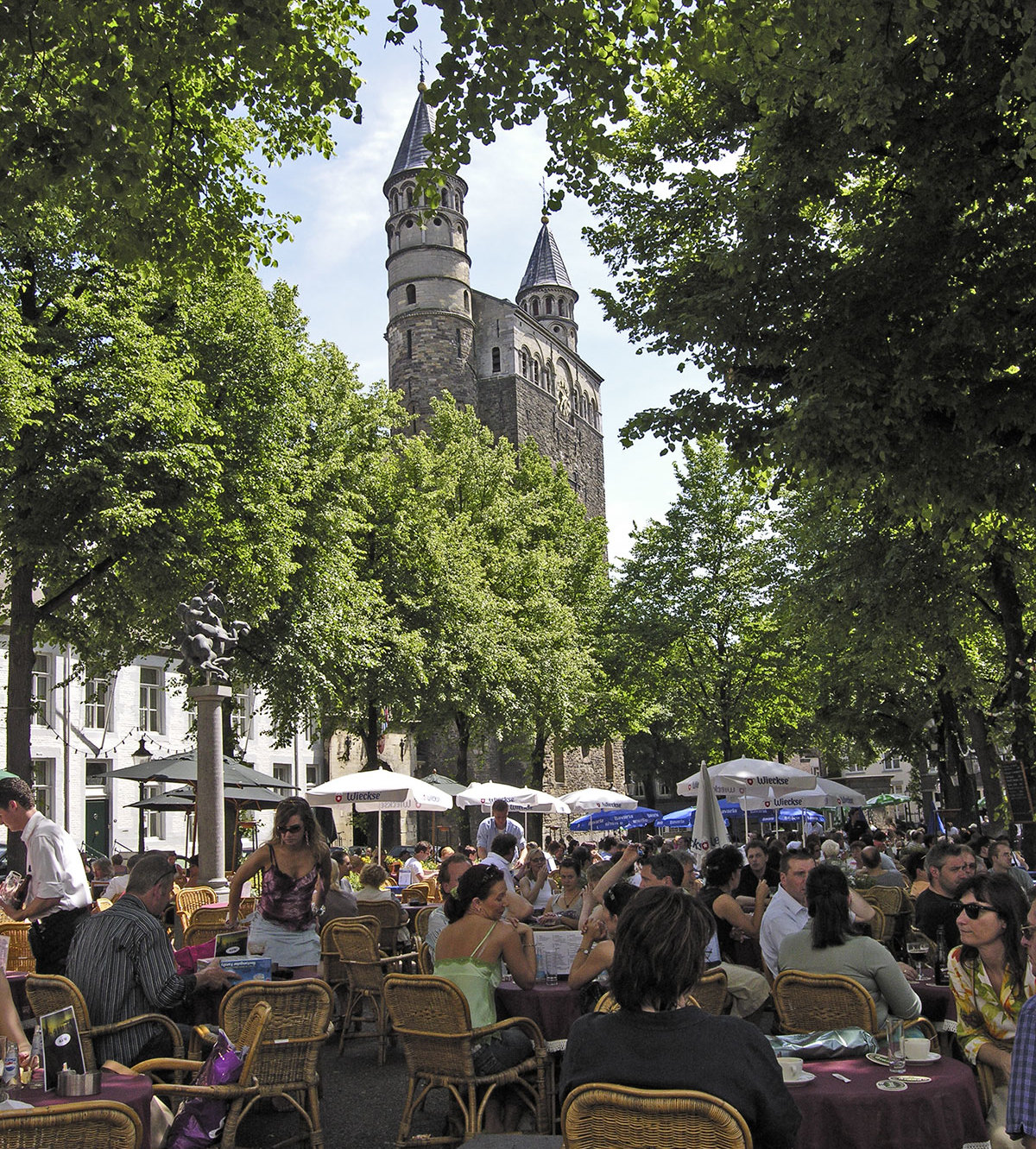
Onze-Lieve-Vrouweplein.
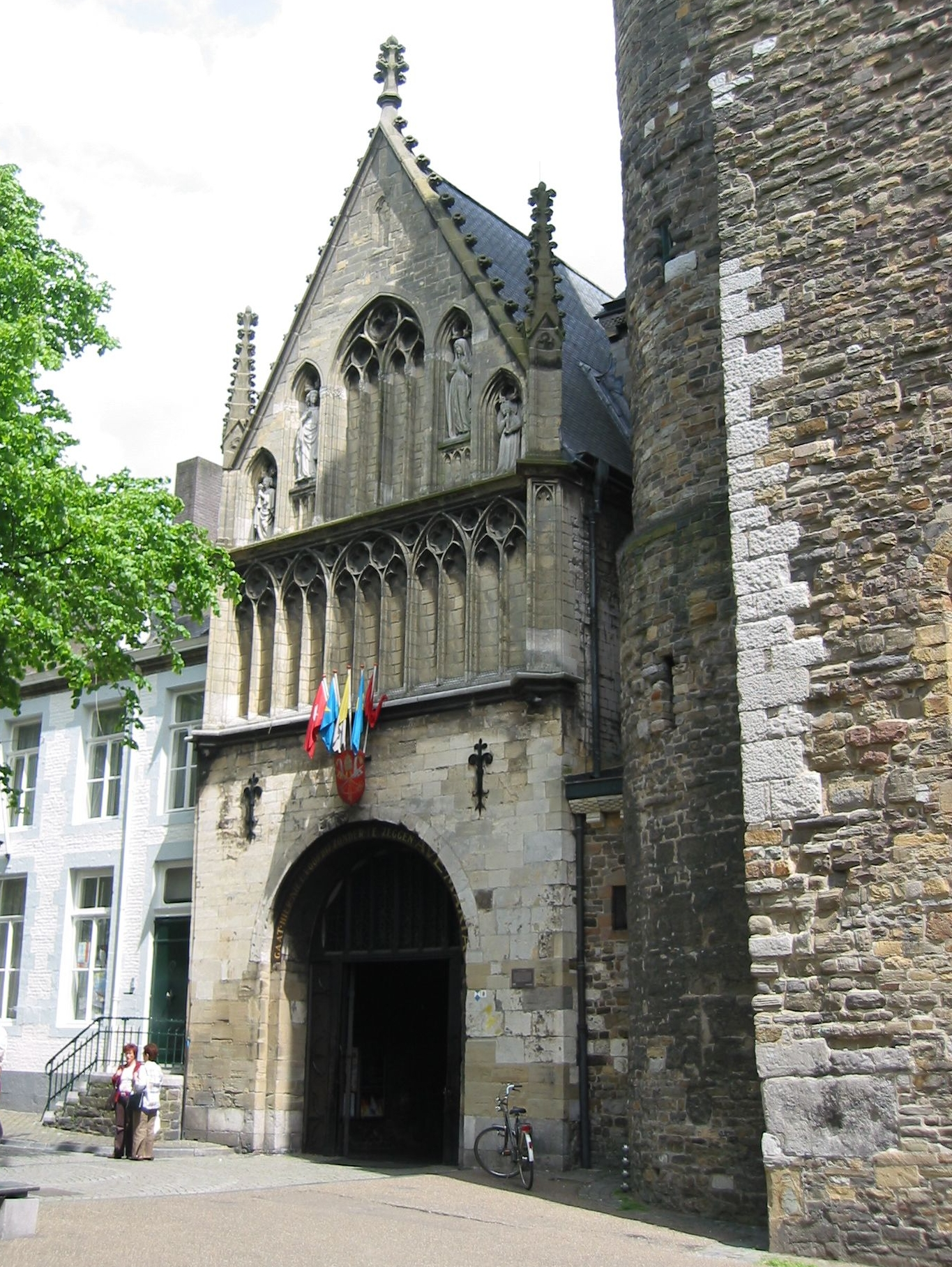
Chapelle Étoile de la Mer.

## Importance économique
La ville de Maastricht est, en raison du grand nombre de monuments et de la zone commerciale attractive, d'un important intérêt touristique. La ville attire des milliers de visiteurs chaque année, lesquels dépensent beaucoup d'argent dans les hôtels, cafés, restaurants, boutiques, musées et théâtres, et parking. Le grand nombre d’évènements (Magisch Maastricht, carnavals, concerts d'André Rieu, mais aussi les marchés hebdomadaires « normaux ») renforcent la position du Binnenstad  comme moteur économique de la ville de Maastricht.
La municipalité de Maastricht, avec des bureaux dans le Mosae Forum, est un employeur important. Dans la ville siègent également de nombreuses entreprises qui emploient des milliers de personnes.
Le développement du Binnenstad comme le cœur économique de Maastricht a affecté la qualité de vie dans le centre. Des initiatives existent, tel que le projet Wonen Boven Winkels (Vivre au-dessus des commerces) qui consistait à transformer les étages vides des magasins en appartements. La politique municipale est axées sur l'amélioration de l'habitabilité de la ville.

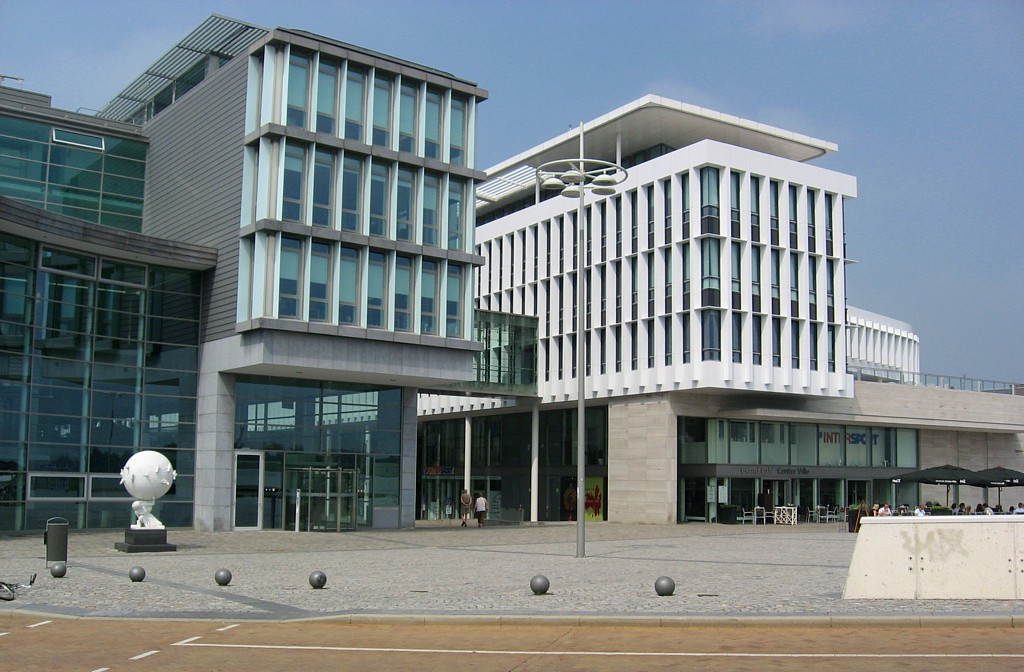
Le Mosae Forum.
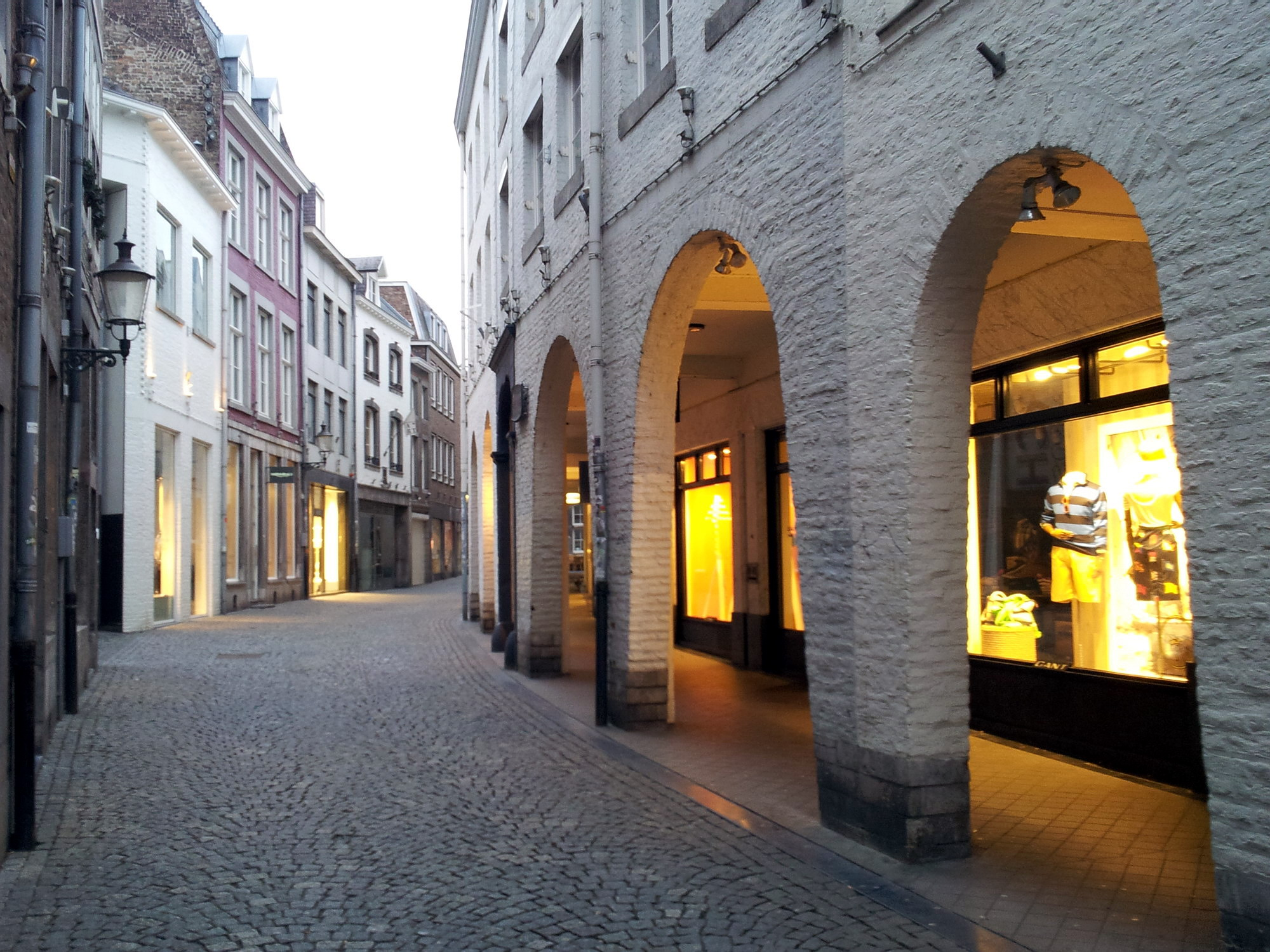
La Maastrichter Smedenstraat, rue de Maastricht les magasins de luxe.

## Sources
- (nl) Cet article est partiellement ou en totalité issu de l’article de Wikipédia en néerlandais intitulé « Binnenstad » (voir la liste des auteurs).